# Luzon
Luzon oder Luzón ist die größte Insel der Philippinen und die sechzehntgrößte Insel der Welt.
Die Inselgruppe Luzon umfasst weitere Inseln in der Umgebung der Hauptinsel und beherbergt insgesamt 48.520.774 Einwohner (Stand 2010).

## Etymologie
Der Name der Insel entstammt dem Chinesischen und bedeutet übersetzt „niederes“, „südliches“ oder „kleines“ Song. Benannt wurde die Insel nach dem ehemaligen Reich Lüsongguo (chinesisch 呂宋國 / 吕宋国, Pinyin Lǚsòngguó, Pe̍h-ōe-jī Lūsòngkok) was übersetzt Luzon-Reich heißt. Im Unterschied zu anderen Teilen des philippinischen Archipels war der Regent Lüsongguos ein König (國王 / 国王,  guówáng, Pe̍h-ōe-jī kok-ông) und kein Fürst oder Sultan.
Als erste Europäer erreichten die Portugiesen Anfang des 16. Jahrhunderts von Malakka aus die Insel. Sie nannten das Reich Luçonia bzw. Luçon und seine Einwohner Luções.
Unter spanischer Herrschaft wurde der Name der Insel in Nueva Castilla (Neu-Kastilien) geändert.

## Geographie

### Überblick

Karte von Luzon

Insel und Inselgruppe Luzon liegen zwischen dem Südchinesischen Meer im Westen und der Philippinischen See im Osten sowie der Luzonstraße im Norden und der Sibuyan-See im Süden. Gemeinsam mit den beiden südlicher gelegenen Inselgruppen Visayas und Mindanao sowie einer Vielzahl kleinerer Inseln bildet Luzon den Inselstaat der Philippinen.

### Insel Luzon
Die Insel Luzon ist 108.172 km² groß und hat 46.715.007 Einwohner. Die größte Stadt auf Luzon ist die ehemalige Landeshauptstadt Quezon City in der Hauptstadtregion Metro Manila.
Auf einer Insel im Taal-See befindet sich der Vulkan Taal.
Im Norden liegt die Cordillera Central, ein großes von Regenwald bedecktes Gebirge, dessen höchste Erhebung mit 2922 m der Berg Pulag ist, der dritthöchste Berg der Philippinen. Im Osten des Gebirges erstreckt sich das Tal des Cagayan, des längsten Flusses der Philippinen. Nordöstlich der Insel liegt die kleinere Insel Palaui, die auch als das Boracay des Nordens bekannt ist. Weiter im Osten schließen sich die Berge der Sierra Madre an, die bis in den Südteil der Insel reichen. Die Caraballo-Berge grenzen an eine große Ebene, die vom Cagayan nach Norden und Pampanga nach Süden entwässert wird, und bilden den zentralen Gebirgsknoten der Philippinischen Kordilleren. Inmitten der Ebene erhebt sich der Arayat. Im Südosten der zentralen Ebene liegen die weiträumigen Candaba-Flussmarschen. Im Westen der Insel erheben sich die Zambales-Berge mit dem Vulkan Pinatubo, der 1991 zuletzt ausbrach.
Im Süden des kompakten Hauptteils der Insel erhebt sich der San Cristobal und der Banahaw. Im Südosten der beiden Berge geht die große Landmasse in eine schmale Landbrücke über, die von der Bucht von Tayabas und der Bucht von Lamon markiert wird und schließlich in die langgestreckte Halbinsel Bicol übergeht.

### Inselgruppe Luzon
Zur Inselgruppe gehören folgende Inseln und Inselgruppen:
- Luzon (Hauptinsel)
- Babuyan-Inseln
- Batan-Inseln
- Calaguas-Inselgruppe
- Catanduanes
- Marinduque
- Masbate
- Mindoro
- Polillo-Archipel
- Romblon
- Palawan

Die Inselgruppe Palawan wird Luzon zugerechnet, obwohl 2005 beschlossen wurde, Palawan aus verwaltungstechnischen Gründen der Region VI der Philippinen zuzuordnen, womit sie politisch zur Inselgruppe der Visayas gehören würde. Dieser Beschluss wurde aber zunächst nicht umgesetzt und drei Monate später vorläufig außer Kraft gesetzt.

## Verwaltungsgliederung
Auf der Insel Luzon bestehen sieben Regierungsbezirke:
- Ilocos-Region (Bezirk I) im Nordwesten
- Cagayan Valley (Bezirk II) im Nordosten
- Central Luzon (Bezirk III) in der Mitte
- CALABARZON (Bezirk IV-A) im Süden im Übergang zur Halbinsel Bicol
- Bicol-Region (Bezirk V) im Südosten, einschließlich vorgelagerter Inseln wie Catanduanes und Masbate
- Cordillera Administrative Region (CAR) im nördlichen Inselinneren
- National Capital Region (NCR) (Metro Manila) in der südlichen Mitte

Ein weiterer Bezirk umfasst die südlich und südwestlich der Hauptinsel Luzon gelegenen Inseln Mindoro, Marinduque, Romblon (mit Tablas und Sibuyan) und Palawan
- Mimaropa (Bezirk IV-B)

## Natur
Die Inselgruppe ist geprägt von vulkan- und erdbebenreichem Gebirgsland der Philippinischen Kordilleren sowie tropischem Regenwald. Der Berg Pulag ist mit 2.922 Meter über dem Meeresspiegel der höchste Berg Luzons und nach dem Berg Apo und dem Berg Dulang-dulang der dritthöchste Berg der Philippinen. Mit dem Mayon befindet sich auch der aktivste Vulkan des Landes in Luzon.
Aufgrund der abgeschiedenen Lage entwickelten sich auf Luzon viele endemische Tier- und Pflanzenarten, unter anderem die Luzon-Breitzahnratte.
Um die Biodiversität der Insel und der Inselgruppe zu schützen, wurden einige Nationalparks, Natur- und Meeresschutzgebiete eingerichtet. Diese sind
- Abasig-Matogdon Mananap Natural Biotic Area
- Alabat Watershed Forest Reserve
- Alibijaban Wilderness Area
- Angat Watershed Forest Reserve
- Aurora-Memorial-Nationalpark
- Balbalasang-Balbalan-Nationalpark
- Bangan-Hill-Nationalpark
- Bataan-Nationalpark
- Bessang Pass Natural Monument
- Biak-na-Bato-Nationalpark
- Bicol Natural Park
- Binahaan River Watershed Forest Reserve
- Buenavista Protected Landscape
- Bulusan-Volcano-Nationalpark
- Calauag Watershed Reservation
- Caramoan-Nationalpark
- Cassamata-Hill-Nationalpark
- Catanduanes Watershed Forest Reserve
- Fuyot-Spring-Nationalpark
- Hinulugang-Taktak-Nationalpark
- Hundred-Islands-Nationalpark
- Kalbario-Patapat-Nationalpark
- Libmanan-Caves-Nationalpark
- Lopez Watershed Forest Reserve
- Marikina Watershed Forest Reserve
- Minalungao-Nationalpark
- Mount-Isarog-Nationalpark
- Mount Makiling Forest Reserve
- Mount-Pulag-Nationalpark
- Mounts-Banahaw-San-Cristobal-Nationalpark
- Mounts-Palay-Palay-Mataas-Na-Gulod-Nationalpark
- Northern-Luzon-Heroes-Hill-Nationalpark
- Northern Sierra Madre Natural Park
- Pamitinan Protected Landscape
- Paoay-Lake-Nationalpark
- Maulawin Spring Protected Landscape
- Mulanay Watershed Forest Reserve
- Quezon-Nationalpark
- Salinas Natural Monument
- Subic Watershed Forest Reserve

## Kultur

### Schriftsysteme Luzons
siehe auch Kategorie:Philippinische Schrift
Auf Luzon werden derzeit mehrere Schriftsysteme parallel zueinander benutzt. Am dominantesten ist das durch die US-Regierung eingeführte moderne philippinische Alphabet, welches lateinische Buchstaben benutzt. Nebenher werden an sogenannten chinesischen Schulen die traditionellen chinesischen Schriftzeichen vermittelt. An den Universitäten wird jedoch meist nur das vereinfachte chinesische Schriftsystem benutzt.
Seit 1992, nach dem Abzug der Amerikaner aus den Philippinen, wird zudem an den Universitäten Luzons das mittelalterliche Schriftsystem Baybayin gelehrt. Die Mangyan, ein indigenes Volk auf Luzons Nachbarinsel Mindoro, welche zum Einzugsbereich Luzons gehört, benutzen die Schriftsysteme Hanunó'o und Buhid.
Die koreanische Minderheit Luzons benutzt weitestgehend das Han'gŭl.

### Bergbau

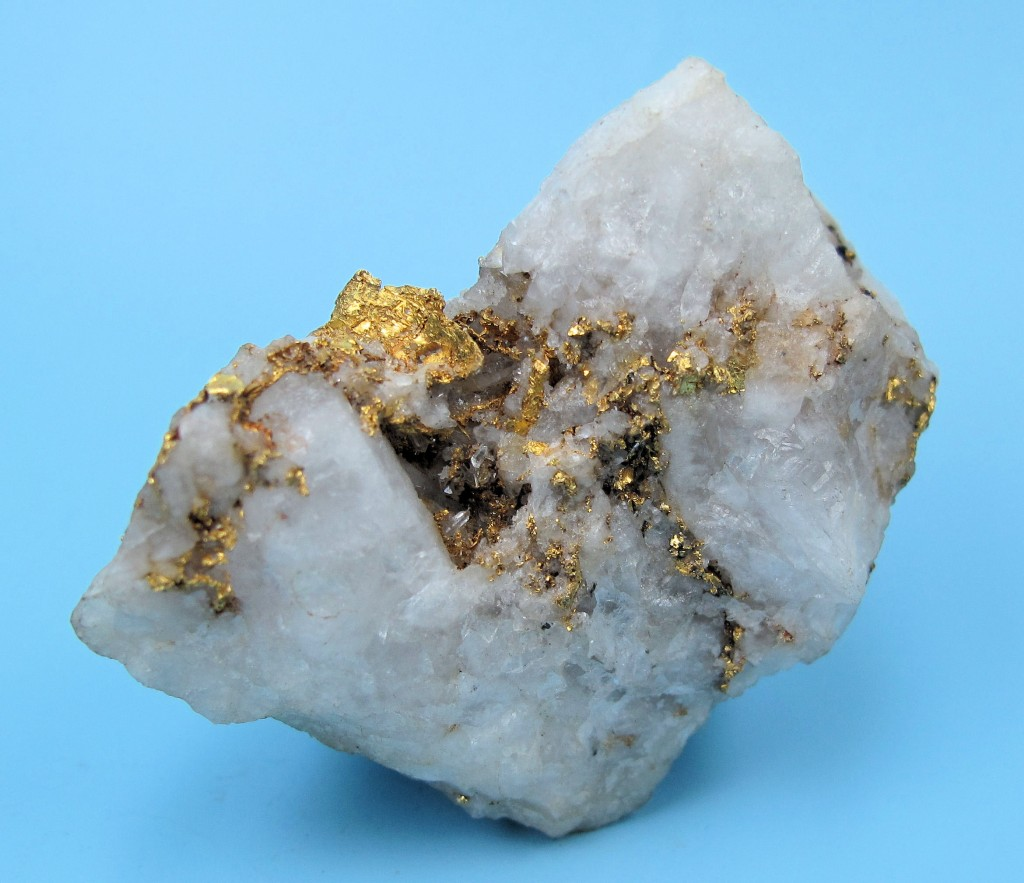
Gold auf Quarz aus Mankayan (Provinz Benguet)